# 牛家梁镇
牛家梁镇，是中华人民共和国陕西省榆林市榆阳区下辖的一个乡镇级行政单位。

## 行政区划
牛家梁镇下辖以下地区：
转龙湾村、赵元湾村、高家伙场村、郭家伙场村、什拉滩村、王则湾村、牛家梁村、谢家坬村、城大圪堵村、边墙村、大伙场村和常乐堡村。